# Kim Källström
Kim Källström (nascut a Sandviken, Suècia, el 24 d'agost de 1982) és un futbolista professional suec que actualment juga al Djurgårdens IF. Es va retirar de la selecció nacional sueca. En jugar 131 partits, va ser el quart jugador amb més partits de la història de la selecció.

## Carrera futbolística

### Inicis
Els seus primers passos com a jugador amateur van ser a la seua ciutat natal, al Sandvikens IF, on jugà durant la temporada 1989-1990. Ràpidament marxà a desenvolupar-se com a futbolista al Partille IF, on s'estigué durant sis temporades, 1990-1996. Finalment fa el salt a les categories inferiors del BK Häcken, 1996-1999. La temporada 1999-2000 debutà a la Allsvenskan, de la mà del primer equip del BK Häcken. Les bones actuacions amb aquest club li valgueren per fer el salt al Djurgårdens IF, un dels històrics de la lliga escandinava, on debutà al gener del 2002. El seu bon paper amb l'equip suec li valgué l'interès del Rennes que se l'emportà a França durant el mercat d'hivern de la temporada 2003-2004.

### Rennes
Finalment, Källström debutà en la lliga francesa, en aquest modest equip francès aconseguí fer-se un nom en el panorama futbolístic francès i mundial gràcies al qual es guanya l'interès i el posterior fitxatge per Olympique Lyonnais.

### Olympique Lyonnais
L'Olympique incorporà a l'estrella sueca a l'estiu del 2006, època en la qual els lionesos eren els autèntics dominadors del panorama futbolístic francès. Amb l'equip lionès va aconseguir engrandir el seu palmarès amb diversos títols de Lliga, alhora de fer el debut en la gran competició europea, la Champions League.

### Spartak de Moscou
L'estiu del 2012 s'oficialitzà el seu fitxatge per l'Spartak de Moscou.

### Arsenal FC
El 31 de gener de 2014, Källström va ser cedit fins a final de temporada a l'Arsenal. Durant la revisió mèdica es va saber que el jugador tenia una lesió a l'esquena, fet que el mantindria fora dels terrenys de joc fins a mitjans de març. Arsène Wenger va assumir la seua responsabilitat en el fitxatge del jugador lesionat. Durant els sis mesos que va passar a Londres només va disputar tres partits de la Premier League, on va acumular un total de 128 minuts. Després d'aquesta minsa experiència anglesa va tornar a l'Spartak rus.

### Djurgårdens IF
Després de l'experiència suïssa Källstrom va tornar al seu país, al Djurgårdens IF.

### Selecció sueca
L'any 2001 debutà amb el combinat suec davant una altra selecció escandinava, Finlàndia. Va acumular una llarguíssima experiència amb la seua selecció, on va arribar a ser el quart jugador amb més partits jugats, amb un total de 131. Es va retirar de la selecció després de l'Eurocopa 2016.

## Palmarès
- Campió de la Allsvenskan amb el Djurgårdens IF les temporades 2001-02 i 2002-03.
- Campió de la Ligue 1 amb l'Olympique Lyonnais les temporades 2006-07 i 2007-08.
- Campió de la Supercopa Francesa amb l'Olympique Lyonnais les temporades 2006 i 2007.